# Nierdwa
Nierdwa (ros. Нердва) – wieś (sieło) w Rosji, w Kraju Permskim, w rejonie karagajskim. W 2010 liczyła 1025 mieszkańców.